# Trichogramma shchepetilnikovae
Trichogramma shchepetilnikovae är en stekelart som beskrevs av Sorokina 1984. Trichogramma shchepetilnikovae ingår i släktet Trichogramma och familjen hårstrimsteklar.
Artens utbredningsområde är Tadzjikistan. Inga underarter finns listade i Catalogue of Life.